# Nagymányok
Nagymányok is een plaats (nagyközség) en gemeente in het Hongaarse comitaat Tolna. Nagymányok telt 2510 inwoners (2001).